# Culture d'Oksywie

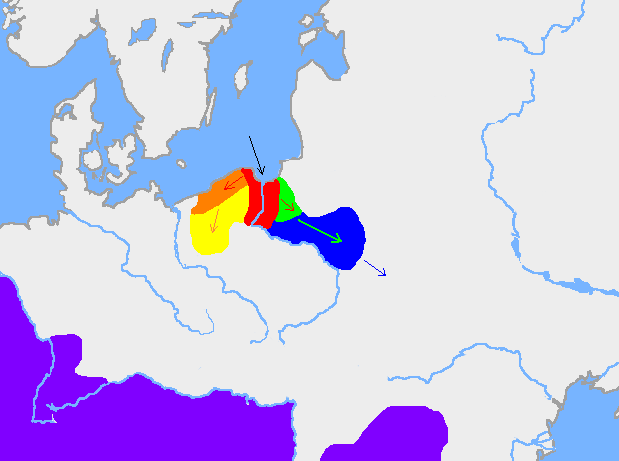
Situation des peuples Oksywie pendant le

La culture d'Oksywie est une culture archéologique localisée dans la région de la Poméranie orientale moderne autour de la basse Vistule, du IIe siècle av. J.-C. au début du Ier siècle de notre ère. Elle tire son nom du village d'Oksywie, qui fait maintenant partie de la ville de Gdynia, dans le nord de la Pologne, où les premières découvertes archéologiques typiques de cette culture ont été exhumées.
Comme d'autres cultures de cette période, la culture Oksywie était influencée par les caractéristiques culturelles de La Tène et possédait des traits typiques des cultures baltes. La céramique de la culture d'Oksywie et ses coutumes funéraires indiquent des liens étroits avec la culture de Przeworsk. Les cendres des défunts de sexe masculin étaient placées dans des urnes noires, de bonne facture, avec une finition fine et autour, une bande décorative. Leurs viatique funéraire comportait des ustensiles et des armes - typiquement des épées dotées d'un seul tranchant. Les tombes étaient souvent couvertes ou marquées par des pierres. À contrario, les sépultures féminines étaient dotées d'objets appartenant à la sphère féminine.